# Triclistus glabrosus
Triclistus glabrosus là một loài tò vò trong họ Ichneumonidae.